# 沙哈鲁

苏联考古学家米哈伊尔·格拉西莫夫复原的沙哈鲁雕像

沙哈鲁（Shah Rukh Mirza，1377年8月20日—1447年3月12日），名字意思为“王车易位”，帖木儿帝国创始人帖木儿的第四子，后继位为帖木儿帝国苏丹，在位1405年至1447年。

## 生平
1381年帖木兒攻陷赫拉特后，令四子沙哈鲁为赫拉特总督。
1405年帖木儿死後子孫等相繼爭位，太孫皮兒·馬黑麻遭到暗殺，沙哈鲁因此登上帖木儿帝国苏丹宝座，立赫拉特为国都。
沙哈鲁悉心建设赫拉特，使它成为一个美丽的城市。此外他派人積極尋找、搜羅已散失數十年的歐亞史百科史集的抄本。在他治下，出現了帖木兒王朝波斯-突厥文藝復興。這波文化風氣直到被乌兹别克人昔班尼和亞塞拜然人伊斯邁爾一世聯合推翻才停止。
1447年沙哈鲁在前往波斯途中病故，由子兀魯伯（Ulugh Beg）继承王位。

## 沙哈鲁王和明朝关系
與其父東征中國不同，沙哈鲁与中国明朝保持良好的关系。
1413年沙哈鲁遣使到中国朝贡；同年明成祖派遣中官李达、吏部验封司员外郎陈子鲁等9人使团，出使帖木尔帝国，访问帖木儿帝国首都哈烈。
1419年沙哈鲁派遣几百人的庞大使团访问中国。使团成员包括包括国王沙哈鲁的长子兀鲁伯王子、次子易卜拉欣王子、三子拜宋豁兒王子，四子苏玉尔格哈特弥士王子和五子穆罕默德·居其王子的代表：使团团长是沙的·火者，日程记录者是火者·盖耶速丁。

## 延伸阅读
[在维基数据编辑]
 《明史卷三百三十二》，出自《明史》
 在维基共享资源阅览影像